# Създатели на българската държава
Вижте пояснителната страница за други значения на 1300 години България.
„Създателите на българската държава“, известен също като „1300 години България“, е архитектурен комплекс, посветен на 1300-годишнината от създаването на българската държава. Монументът е разположен в най-високата част на Дунавската равнина – Шуменското плато – на 450 метра надморска височина и се извисява над град Шумен. Открит е през ноември 1981 г.

## История
С разпореждане № 23 от 14 март 1977 г. на бюрото на Министерския съвет е взето решение за изграждане на паметник, посветен на предстоящата 1300-годишнина от образуването на Първата българска държава. За целта през май 1978 г. се обявяват идейното задание, наградите и съставът на журито, което да определи кое от кандидатстващите сдружения да изгради планирания монумент. Конкурсът преминава на два етапа. В първия вземат участие 15 колектива. 17-членното жури, председателствано от зам.-председателя на Комитета за култура проф. арх. Пейо Бербенлиев, отсява проектите и до втория етап се допускат пет от тях.
Премираният проект в първия и втория тур на конкурса за паметник „Паметник 1300 години България“ в Шумен е дело на авторски колектив в състав: арх. Благой Атанасов, скулпторите: Крум Дамянов, Иван Славов, инж. Владимир Стамов.
Впоследствие в процеса на работата към колектива са включени арх. Анета Каменова-Булант, като съавтор на подхода към паметника, арх. Георги Гечев за разработване на работния проект на паметника, художниците: Симеон Венов и Владислав Паскалев, инж. Преслав Хаджов и инж. Александър Василев.
През студените есенно-зимни дни на 1979 – 1980 г. се правят 1000 сондажа за взривяване на скалните маси. При един от тях, на 31 януари 1979 г., там, където сега се извисява Симеоновата композиция, е вградена капсула със завет към идните поколения. Тържеството по този повод започва с камбанен звън. Текстът на завета е прочетен от Богомил Симеонов.
Паметникът е тържество открит на 28 ноември 1981 г. – няколко месеца след смъртта на идеолога за създаването на този паметник Людмила Живкова, министър на културата по това време.
За изграждането на паметника са използвани над 50 000 куб. м бетон.

## Описание
Мемориалът пресъздава важни моменти от българската история от VII до Х в. Изграден е от 8 бетонни тела, оформящи две полузали.
В композицията се намират фигури на българските владетели Аспарух, Тервел, Крум, Омуртаг, Борис I и Симеон I. Най-голямата скулптура е посветена на Създателя на българската държава – хан Аспарух (на кон), който забива меча си в земята и изрича думите: „Тук ще бъде България! – под това небе, на тази земя“.
На 18 метра височина до него са статуите на Тервел, Крум и Омуртаг – владетелите, които утвърждават българската държава, а около тях са изобразени откъси от стари византийски хроники. Хан Тервел (701 – 721 г.) е първият български дипломат. През 705 г. спасява Константинопол да не бъде превзет от арабите и помага на византийския император Юстиниан II да си върне престола. За тази заслуга получава титлата „кесар“ – втора след императорската, и областта „Загоре“ в Северна Тракия. В средата на композицията е фигурата на хан Крум (803 – 814 г.), който е първият български стратег и законодател. Надписите около неговата фигура разказват как през 813 г. достига до вратите на Константинопол и демонстрира силата си като извършва ритуално жертвоприношение пред очите на смутените византийци. С поглед към ръцете, показващ ограничение, Крум казва: „От тук дотук – извън тези рамки е непозволено и наказуемо“. Вдясно е поставена скулптурата на хан Омуртаг (814 – 831 г.), известен като строител и философ. Той успява да осигури на българския народ 30-годишен мирен договор с Византия от 815 г. Изсечените думи на Омуртаг в галерията „Човек дори и добре да живее, умира и друг се ражда и нека роденият по-късно като види тази писмена да си спомни за този, който ги е направил“ са широко известни и цитирани и до днес.
Следващата статуя е на Княз Борис I, който има историческа заслуга за въвеждането на християнската вяра в България още през 864 г. Така България се приобщава към „византийското семейство на народите“, в което българският владетел е смятан за духовен син на византийския василевс. Фигурата на княз Борис е приведена, устремена напред, като че ли се взира в далечината, за да открие правилния път за своя народ.
В залата „Златният век“ скулптурата на цар Симеон Велики заема централно място, тъй като той превръща България в една от най-великите европейски държави по време на управлението си от 893 до 927 г. и успява да увеличи българската територия до три морета: Черно, Егейско и Адриатическо море. България е в небивал икономически културен и духовен разцвет и този период от историята ѝ е известен като „Златен век“ за българската държава. Симеон е стъпил върху здрави основи и е приел богато наследство. Високо вдигнатата лява ръка на Симеон е символ на държавната власт, а дясната му служи за опора и неслучайно от тази страна се намират неговите книжовници. Под него са поставени болярите, които са му помогнали да стигне до важни държавни решения. В залата „Златният век“ освен фигурата на Симеон са и тези на Климент, Наум и Ангеларий, боляри и во̀ини. Мозайката триптих срещу композицията на Симеон е дело на Симеон Венов и Владислав Паскалев. Всяко от телата, на които са монтирани мозайките, е под различен ъгъл – 45º, 60º и 90º. Композицията трябва да представя идеята за постъпателното развитие на държавата.
Мозайките са изпълнени от два равностойни елемента: фигурите са съчетани в горната си част с доминираща над тях шрифтова композиция. В първото пано е представена руническата писменост, „чертите и резките“, използвани от прабългарите, сред които се отличава знакът на Тангра. При второто пано е изобразена глаголицата, а на третото пано кирилицата.
Во̀ините в първото пано, „Победителите“, с акламации приветстват хана, облечен в пурпурна ризница.
Лицата на фигурите, изобразени във второто пано, имат нерадостно изражение. Така се демонстрира, че приемането на християнството не е минало без съпротива.
Третото пано пресъздава братята Кирил и Методий, техните ученици Наум, Климент, Ангеларий, Сава и Горазд, както и книжовниците и строителите на Симеоновия „Златен век“.
Мозайките са изпълнени от 12 художници в София. Сред тях са Руси Дундаков, Иво Герчовски, Красимир Атанасов. Техниката на изработване е следната: камъчетата са поставяни в тави с леярска пръст. Фигурите са изпълнени в позитив, залети са с лепило и върху него е поставен плат. След превозването им до Домостроителния комбинат в Шумен са обърнати и залети с бял цимент и армиран бетон. Преди започване на монтирането им на бетонните тела платът е свален. Монтирането и изливането на телата се извършва успоредно.
Преобладават естествени камъни, съчетани с изкуствен смалт – златен, сребърен, червен и черен.
Увенчаващият композицията знак на лъва е разположен на 52 м височина. Тежи 1000 тона и е изпълнен от 2000 елемента по-тъмен гранит. Зад опашката му има стилизирана пеперуда. В азиатската култура тя е символ на дълголетието. Замисълът е, че както тя преминава през различни метаморфози, така и в развитието си България преживява възходи и падения през съществуването си.
Връзката между град Шумен и монумента се извършва по 1300 стъпала, осветени през нощта от високи спираловидни тела. На различни по дължина разстояния са оформени тринадесет площадки. Алеята започва от сградата на Драматичен театър „Васил Друмев“ с четири грифона, изпълнени от Иван Радев, и е разделена на три части. Първата се състои от тринадесет водни каскади, дело на арх. Борис Камиларов и завършва в подножието на платото. Втората част е по-тясна и по-стръмна от първата и има осем отклонения с места за отдих и зелени площи. Третата част, която е най-къса, започва от кафе „Панорама“ и завършва до фигурата на Аспарух. По средата ѝ се извисява мраморна колона от старопрестолния Велики Преслав.

## Туристическа информация
Паметникът е достъпен за посетители по всяко време. При лошо време и през зимния период посетителите могат да получат информация в залата на информационния център към мемориала. От 2008 г. там е разположена експозиция „Монументалното българско изкуство през последните десетилетия на ХХ в.“, в която могат да се видят архивни снимки от конкурса, строителството на паметника и други паметници от този период. Интерактивно устройство възпроизвежда момента на полагане на капсулата със „Завета към поколенията“ в основите на паметника. Освен това, посетителите могат да запазят касовия си бон, с който ще получат безплатна разходка и дегустация на вино "Гергана" във Винарска изба "Царев Брод".
В близост до Паметника се намират и други забележителности като Астрономическата обсерватория, пещера „Бисерна", Шуменската крепост, както и няколко по-малки пещери със свободен достъп, сред които „Охлюва", „Тайните понори“ и „Русалка".
На територията на Мемориален комплекс "Създатели на българската държава" могат да се извършват изнесени сватбени ритуали, което прави празника още по-запомнящ и специален за младоженците и техните гости. Също така е подходяща за заснемане на всякакви видеоклипове и фотосесии, като фирмени продукции, музикални изпълнения или рекламни проекти, предоставяйки уникална и въздействаща атмосфера срещу заплащане. 
Цена на билет: 6 лв.
За деца и студенти до 26 години - 3лв.
Инвалиди над 50% - 1 лв.
Семеен билет - 13 лв.
Отстъпки за групов билет:
от 20 до 30 лица - 5%
група над 30 лица - 10%
Безплатен вход - всеки последен понеделник от месеца. 
Работното време е както следва: 
април – октомври: 08:30 ч. – 19:00 ч. 
ноември – март: 08:30 ч. – 17:00 ч.
Телефон за информация: +359 (54) 857 773 